# Enriqueta Sèculi
Enriqueta Sèculi Bastida (Barcelona, 1897 - 1976)  fue una pedagoga, feminista y escritora española. Fundó en 1928 en Barcelona, junto con Teresa Torrens, el Club Femenino y de Deportes de Barcelona una de las plataformas catalanistas de acción cultural entre las intelectuales de izquierda bajo la dictadura de Primo de Rivera y durante la Segunda República Española. También fue una de las fundadoras del Lyceum Club de Barcelona.

## Club Femenino y de Deportes
El nombre del club inicialmente no incluía la "y" y fue Enriqueta quién propuso añadirla para qué no fuera sólo un club de deportes).  
La organización se autodefinió como una institución popular feminista y moderna y fue la primera entidad deportiva exclusivamente para mujeres en España.
La Comisión de Organizadoras publicó un manifiesto en el que se declaraban la ideología y los objetivos del femenino, sintetizados posteriormente en el lema "Feminidad, Deporte, Cultura": incorporar a la mujer catalana a la vida deportiva por razones de salud, estética y de mejora de la raza y proporcionar a las mujeres (especialmente a las trabajadoras) un espacio para el ocio, con un ambiente "adecuado" que propiciara la buena conversación y la práctica del deporte".

## Participación en otras organizaciones
Fue profesora de la Academia Miralles de Sabadell, del Instituto de Cultura y la Biblioteca Popular de la Mujer de Barcelona y de la Federación Sindical de Obreras y secretaria de la Comisión Permanente de "Damas de la Asociación Protectora de la Enseñanza Catalana". 
Fue integrante (y también miembro fundadora) de la Sección Femenina de Palestra, de la Liga Femenina Catalana por la Paz y la Libertad  y del Frente Único Femenino Izquierdista de Cataluña. También se adhirió al Secretariado Femenino Catalán del Congreso Mundial de Mujeres.
En 1937 se exilió en Colombia donde continuó su línea educativa. Barcelona le dedicó los Jardines Enriqueta Sèculi, después de su muerte en 1976.